# Acanthoderes latevittata
Acanthoderes latevittata es una especie de escarabajo del género Acanthoderes, familia Cerambycidae. Fue descrita científicamente por Aurivillius en 1921.
Se distribuye por Bolivia. Posee una longitud corporal de 12,9-13 milímetros. El período de vuelo de esta especie ocurre únicamente en el mes de septiembre.